# Matt Farrell
Matthew Thomas "Matt" Farrell (Nuevo Brunswick, Nueva Jersey, 15 de marzo de 1996) es un baloncestista estadounidense que actualmente se encuentra sin equipo. Con 1,85 metros de estatura, juega en la posición de base. 

## Trayectoria deportiva

### Universidad
Jugó cuatro temporadas con los Fighting Irish de la Universidad de Notre Dame, en las que promedió 10,0 puntos, 1,6 rebotes y 3,8 asistencias por partido. En su última temporada fue incluido en el tercer mejor quinteto de la Atlantic Coast Conference.

### Profesional
Tras no ser elegido en el Draft de la NBA de 2018, disputó las Ligas de Verano de la NBA con los Miami Heat, donde en siete partidos promedió 2,3 puntos y 2,1 asistencias. El 31 de julio firmó contrato con el BC Lietuvos Rytas lituano, pero antes del comienzo de la competición ambas partes decidieron rescindir el contrato.
El 10 de octubre firmó con los Philadelphia 76ers para disputar la pretemporada, pero fue cortado dos días más tarde. Postreriormente fue añadido a la plantilla del filial en la G League, los Delaware Blue Coats.
El 11 de agosto de 2020 fichó por el Büyükçekmece Basketbol de la BSL turca.
El 13 de agosto de 2021, firma por el Ironi Nes Ziona B.C. de la Ligat ha'Al israelí.